# Kniphofia parviflora
Kniphofia parviflora är en grästrädsväxtart som beskrevs av Carl Sigismund Kunth. Kniphofia parviflora ingår i Fackelliljesläktet som ingår i familjen grästrädsväxter. Inga underarter finns listade i Catalogue of Life.